# Калиниченко, Пётр Иванович
Пётр Иванович Калиниченко — советский военачальник, генерал-лейтенант танковых войск (8.08.1955).

## Биография
Родился в 1904 году в Лубнах. Член КПСС.
С 1923 года — на военной службе, общественной и политической работе. В 1923—1963 гг. — курсант Киевской артшколы, командир взвода 6-й отдельной батареи, командир взвода 6-го артдивизиона, командир взвода 118-го артполка, начальник штаба 1-го батальона 18-й механизированной бригады, врид начальника оперативной части штаба бригады, начальник штаба 25-й легкотанковой бригады, начальник штаба 2-й танковой дивизии, начальник штаба 12-го механизированного корпуса, инспектор инспекции ГАБТУ, помощник начальника автобронетанкового отдела оперуправления Генштаба, начальник штаба 11-го танкового корпуса, начальник штаба 19-го танкового корпуса. С 24 мая по 12 ноября 1944 года — начальник штаба 5-й гвардейской танковой армии. Затем: начальник штаба Тульского ТВЛ, начальник штаба БТиМВ группы советских войск в Германии, командующий 4-й гв. механизированной армией, командующий БТиМВ Приволжского ВО, помощник командующего Прикарпатского ВО по танковому вооружению. С 23 июня 1955 года — командующий 5-й гвардейской механизированной армией (в мае 1957 года переформирована в 5-ю гвардейскую танковую армию). С апреля 1958 — 1-й заместитель командующего войсками и ЧВС Белорусского ВО, старший представитель главного командования Объединенных вооруженных сил в Болгарской армии, в распоряжении Главкома сухопутных войск.
Делегат XXI съезда КПСС.
Умер в Москве в 1986 году.